# Spilosmylus tristis
Spilosmylus tristis is een insect uit de familie watergaasvliegen (Osmylidae), die tot de orde netvleugeligen (Neuroptera) behoort. 
Spilosmylus tristis is voor het eerst wetenschappelijk beschreven door Tjeder in 1957. De soort komt voor in Zimbabwe.